# Haplochromis michaeli
Haplochromis michaeli е вид лъчеперка от семейство Цихлиди (Cichlidae). Видът е критично застрашен от изчезване.

## Разпространение
Видът е ендемичен за езерото Виктория, Централна Африка.